# APBB1
APBB1 (do inglês: Amyloid beta A4 precursor protein-binding family B member 1) é uma proteína que nos humanos é codificada pelo gene com o mesmo nome.
A proteína codificada por este gene é um dos membros da família proteíca Fe65. É uma proteína adaptadora localização no núcleo celular. Interage com a proteína APP (Alzheimer's disease amyloid precursor protein), com o factor de transcrição CP2/LSF/LBP1 e com a proteína relacionada com o receptor da lipoproteína de baixa densidade (LDLr). A APP funciona como local de ancoragem no citosol que pode prevenir a translocação nuclear dos produtos genéticos. Esta proteína codificada pode desempenhar um importante papel na patogénese da doença de Alzheimer. Pensa-se que possa regular a transcrição. É também observado bloquear a progressão do ciclo celular por infrarregulação de expressão de timidilato sintase.

## Interações
Foi mostrado que a APBB1 interage com APLP2, TFCP2, LRP1 e proteína precursora amilóide.